# Roberto Cainzo
Roberto Cainzo Ocaranza (San Miguel de Tucumán, Argentina; 13 de abril de 1931 - La Paz, Bolivia; 20 de septiembre de 2016) fue un futbolista argentino nacionalizado boliviano que jugaba como defensor.

## Trayectoria

### Atlético Tucumán
Inició su carrera en Atlético Tucumán, donde empezó jugando de delantero. En Atlético logró el campeonato de la Liga Tucumana en 1951.

### Northern Football Club
En 1952, Cainzo se trasladó a La Paz para jugar en el flamante fútbol profesional de Bolivia, concretamente en Northern Football Club(hoy conocido como el Club Mariscal Santa Cruz), donde jugaría solamente una temporada. Es en este punto, Roberto empezó a jugar de defensor.

### Always Ready
En 1953, llegó al Club Always Ready donde jugaría 2 temporadas.

### Deportivo Municipal
En 1955, llegó a Deportivo Municipal, siendo el club en el que se establecería por más tiempo. En 1961 se consagró campeón del futbol boliviano, lo que le dio el derecho de jugar la Copa Libertadores 1962. Debutó en la Copa Libertadores de América vistiendo la casaca de Municipal frente al Santos de Brasil, equipo que contaba con "O Rei" Pelé.
Con la camiseta de Municipal también disputó la Copa Libertadores en 1966, ante Peñarol (futuro campeón ese año), Nacional, Emelec, 9 de Octubre y Jorge Wilstermann.

### The Strongest
En el año 1965 se sumaria a The Strongest para disputar la Copa Libertadores de América, donde en el partido ante Deportivo Quito, obtendría la primera victoria de un equipo boliviano en el certamen.

### Regreso a Always Ready y retiro del Fútbol
En 1968 regresó a Always Ready para jugar la Libertadores de ese año, en la que se mediría ante Jorge Wilstermann, Universitario y Sporting Cristal. Después de esto, Cainzo se retiraría del Fútbol.

## Selección Boliviana
En 1961, Cainzo se nacionaliza boliviano. Ese mismo año fue convocado a la Selección, disputando su primer partido el 15 de julio de 1961, cuando Bolivia empató 1-1 con Uruguay en el estadio Hernando Siles de La Paz, por un partido correspondiente a las Eliminatorias del Mundial de Chile 1962.
En 1963 se consagraría campeón del Campeonato Sudamericano de manera invicta. Logrando así, hasta el momento, el único título del conjunto boliviano en el torneo.

## Clubes
| Club                | País      |
| ------------------- | --------- |
| Atlético Tucumán    | Argentina |
| Northern            | Bolivia   |
| Always Ready        | Bolivia   |
| Deportivo Municipal | Bolivia   |
| The Strongest       | Bolivia   |

## Palmarés
| Título           | Equipo              | País      | Año  |
| ---------------- | ------------------- | --------- | ---- |
| Liga Tucumana    | Atlético Tucumán    | Argentina | 1951 |
| Primera división | Deportivo Municipal | Bolivia   | 1961 |
| Primera división | Deportivo Municipal | Bolivia   | 1965 |
| Copa América     | Selección Boliviana | Bolivia   | 1963 |